# 855 Newcombia
855 Newcombia este o planetă minoră ce orbitează Soarele, descoperită pe 3 aprilie 1916.